# Incidente de Ningbó
El incidente de Ningbó (en chino tradicional, 寧波之亂, en japonés: 寧波の乱) fue una disputa que tuvo lugar en 1523 entre representantes comerciales de dos daimios de clanes japoneses (los Ōuchi y los Hosokawa) en la ciudad de Ningbó, en China durante la dinastía Ming. Los Ōuchi llevaron a cabo pillajes y ataques contra la población local, causando daños considerables. La agitación provocó la interrupción del comercio entre los Ming y Japón y provocó un aumento de la piratería (wakō) en la costa china. El episodio también se conoce con los nombres del conflicto de los tributos de Ningbo (寧波 争 貢 事件), el incidente de Mingzhou (明州 之 亂) o el incidente de Sōsetsu (宗 設 之 亂).

## Trasfondo

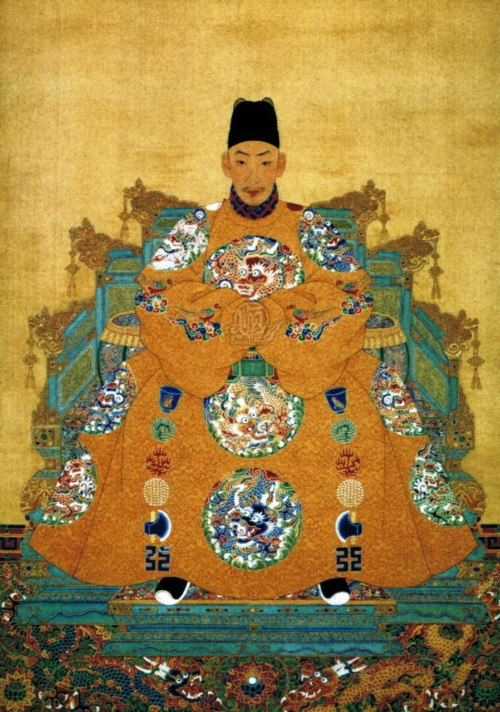
El conflicto, y el cierre de puertos posterior, tuvo lugar durante el mandato del emperador Zhengde.

La China Ming consideraba a Japón como un estado tributario en su orden sinocéntrico mundial. Bajo el sistema tributario de los Ming, Japón podría presentar un tributo a la Corte imperial china y ser recompensado en forma de regalos por el emperador de Japón. Se trataba esencialmente de un intercambio de productos japoneses por bienes chinos y, siendo la única forma legal de comercio entre China y Japón durante las prohibiciones marítimas de los Ming, era extremadamente rentable. A los japoneses se les asignó la ciudad de Ningbó como puerto de entrada en China, y sólo aquellos que habían sido designados por el emperador estaban autorizados oficialmente a viajar y comerciar dentro de los límites de China. De ahí que el comercio Ming-Japón se denominara el "«comercio de alimentación»" (勘 合 貿易, kangō bōeki  en japonés y kānhé màoyì en chino).
La gestión del comercio de alimentación de la parte japonesa fue responsabilidad del «rey de Japón», como los chinos llamaron el shōgun Ashikaga. Sin embargo, después de que estallara la guerra de Ōnin en Japón en 1467, los shogun Ashikaga se redujeron a tal impotencia que el control del lucrativo comercio chino se disputó entre los vasallos nominales de Ashikaga, el clan Hosokawa en Kioto y el clan Ōuchi de Yamaguchi.

## El conflicto tributario
En mayo de 1523,  flotas comerciales tanto de los clanes Hosokawa como los Ōuchi llegaron a Ningbó. La delegación Ōuchi, dirigida por Kendō Sōsetsu (謙 道 宗 設), transportaban el encargo más actualizado del emperador Zhengde y llegó a Ningbó antes de que la delegación de Hosokawa, dirigida por Rankō Zuisa  (鸞 岡 端 佐) y Song Suqing, que transportaba a los antiguos encargos del predecesor de Zhengde, Hongzhi. Sin embargo, Song Suqing pudo utilizar sus conexiones para sobornar al jefe principal de la Oficina de Comercio Marítimo (市 舶 司), Lai En (賴恩), por lo que la comitiva Hosokawa fue recibida en primer lugar y se le dio un trato preferente. Sintiéndose insultada, la comitiva Ōuchi recurrió a las armas, asesinando a Rankō Zuisa, quemando el barco Hosokawa y persiguiendo a Song Suqing hasta las murallas de Shaoxing. Ante la imposibilidad de encontrar Song Suqing allí, incendiaron y saquearon a lo largo del camino de vuelta a Ningbó. Secuestraron a un comandante de guarnición Yuan Jin (袁 璡) y salieron al mar en barcos incautados. Una flotilla Ming salió en su persecución, comandada por Liu Jin (劉錦), el comisario regional contra el Wo (備 倭 都 指揮), pero la comitiva Ōuchi los derrotó en batalla y dio muerte al comandante.

## Conclusiones
Uno de los barcos de Kendō Sōsetsu se estrelló en la costa de Corea a causa de una tormenta durante su escapada. La dinastía Joseon, aliada de la dinastía Ming, mató 30 tripulantes y capturó dos prisioneros, Nakabayashi (中 林) y Magotaro (望 古 多 羅), que fueron entregados a China. Una vez allí, ambos fueron objeto de una investigación, junto con Song Suqing. Este afirmó que los Ōuchi habían robado su cargamento, no dejándolos más remedio que utilizar los artículos antiguos; sin embargo, el Ministerio de Rituales consideró que las palabras de Song Suqing eran poco fiables. En 1525, los tres fueron condenados a muerte, pero todos fueron abandonados y murieron en la cárcel antes de que se llevara a cabo la sentencia. Un enviado de Ryukyu recibió la instrucción de transmitir un mensaje a Japón instando a la rendición de Kendō Sōsetsu y al regreso de Yuan Jin y otros habitantes de la costa en cautividad; de otra manera, China cerraría sus puertos en Japón y consideraría una expedición punitiva.
La investigación china también destapó el alcance de la corrupción que suponía el comercio exterior por parte de Lai En y sus seguidores. Por estas razones, el puerto de Ningbó estuvo cerrado al comercio exterior, pero Lai En mantuvo su cargo hasta el 1527 y amplió sus poderes para afrontar emergencias militares. Aunque Japón continuó enviando flotas tributarias a Ningbó, solo dos más (enviadas por los Ōuchi) fueron recibidas: la de 1540 y la de 1549. Después, la caída del clan Ōuchi acabaría con el comercio oficial Ming-Japón.
La finalización del comercio exterior en Ningbó hizo que comerciantes locales que deseaban comerciar con los japoneses y otros extranjeros se dedicaran a la negociación ilegal en las islas alejadas de la costa como Shuangyu. Algunos comerciantes chinos y familias influyentes comenzaron a deber grandes sumas de dinero a los agentes extranjeros como consecuencia de este comercio no regulado, que intentaron borrar informando a las autoridades sobre los centros comerciales ilegales para que estas les cerraran por la vía militar. Para proteger sus bienes y recuperar sus pérdidas, los participantes del comercio exterior se armaron contra el ejército Ming y se dedicaron a la piratería y el contrabando. Esto condujo a las incursiones generalizadas de wakō de Jiajing, que aterrorizaron la costa de China en los años 1550.